# Beaumont, Bỉ
Beaumontlà một đô thị ở tỉnh Hainaut.
Tại thời điểm ngày 1 tháng 1 năm, 2006 Beaumont có dân số 6.698 người. Tổng diện tích là 92,97 km² với mật độ dân số là 72 người trên mỗi km².

## Hình ảnh

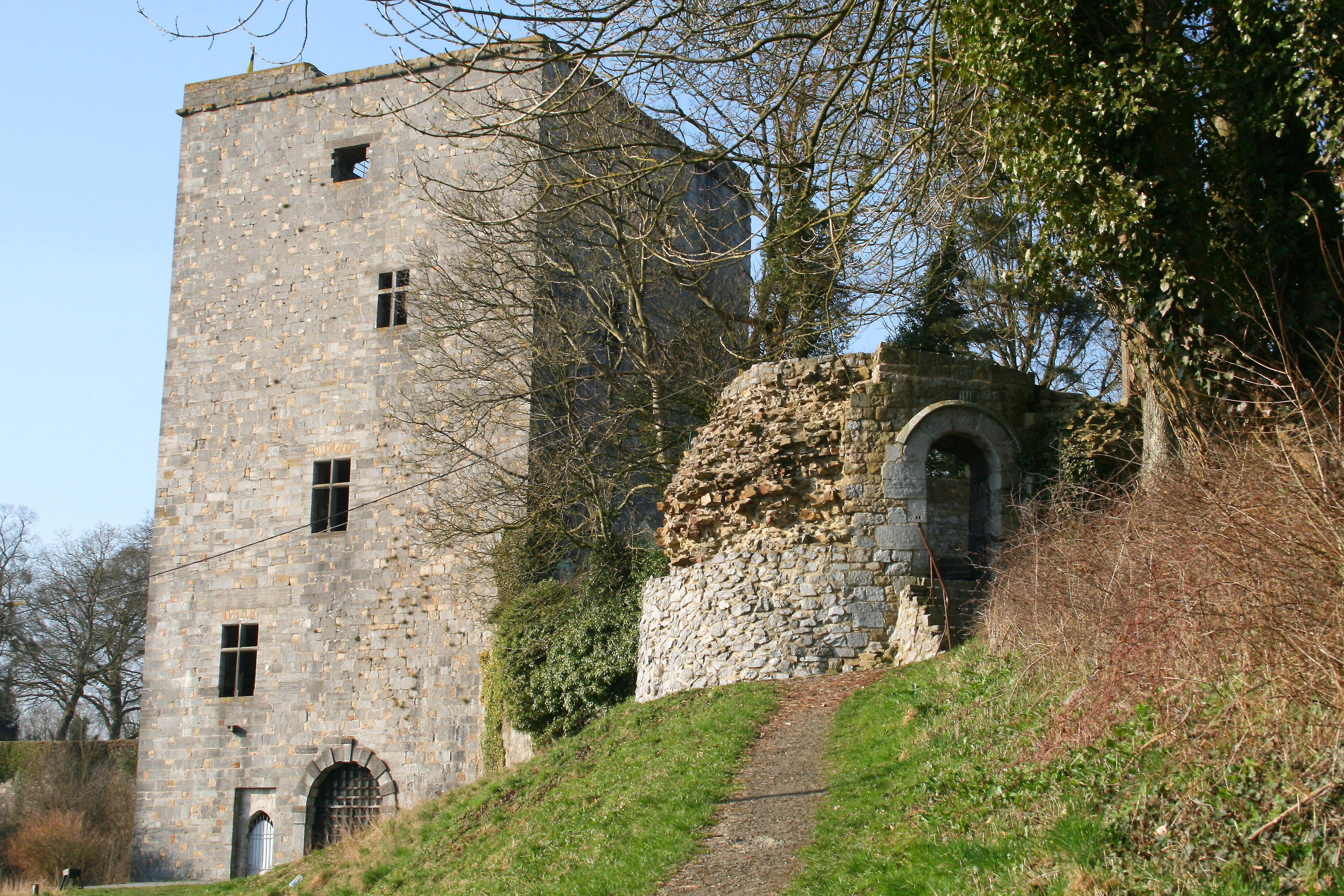
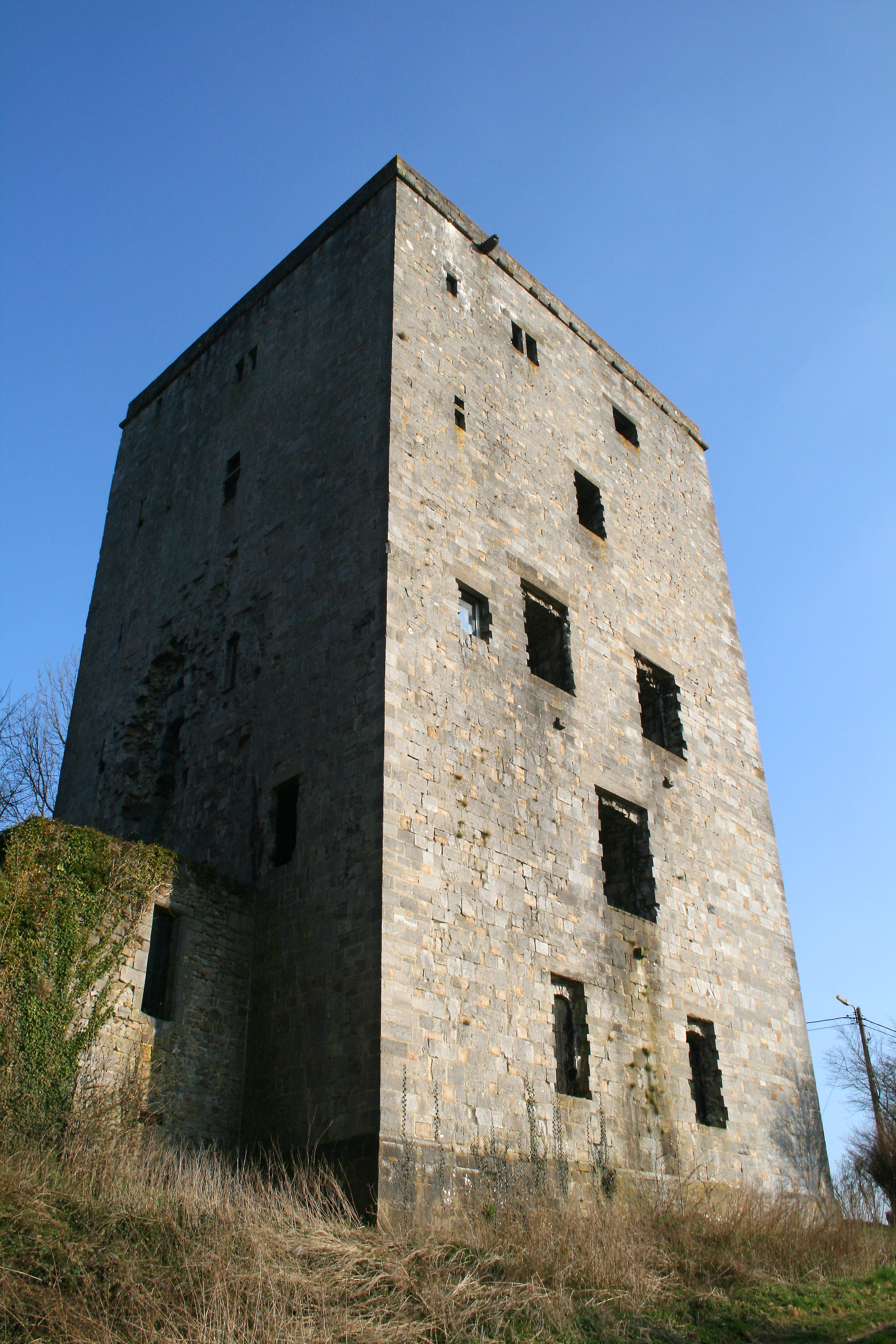